# Єрмак-камінь
Єрмак-камінь (рос. Ермак-камень) або Камінь Єрмак (рос. Камень Ермак) — скельний масив у Кунгурськом районі Пермського краю, на території заказника «Передуралля» (рос. Предуралье). Розташований на правому березі річки Силви навпроти станції «Чикали». Складається з вапняку і має вершини різної висоти, які називаються Єрмак, Єрмачиха і Єрмаченок.
Усередині скелі знаходиться печера, у якій, згідно з народними переказами, зимував Єрмак Тимофійович і заховав там свої скарби.
Єрмак-камінь — традиційне місце проведення змагань з альпінізму. Щорічно 9 травня тут проводиться першість Пермі з техніки альпінізму і скелелазіння, а в кінці вересня — на початку жовтня — змагання «Пам'яті друзів».

## У літературі
Єрмак-камінь згадується в повісті Д. Н. Мамина-Сибиряка «Бійці»:

У тридцяти чотирьох верстах від Кина коштує камінь Єрмак. Це прямовисна скеля в двадцять п'ять сажнів висоти і в тридцять ширина. У десяти сажнях від води чорніє отвір великої печери, як амбразура бастіону. Потрапити в цю печеру можна тільки зверху, спустившись мотузкою. За розповідями, ця печера розділяється на безліч окремих гротів, а за переказами, в ній зимував з своєю дружиною Єрмак. Останнє зовсім неймовірно, тому що Єрмаку не було ніякого розрахунку проводити зиму тут, та ще в печері, коли до Чусовськіх Городків від Єрмака-каменя всього набереться яких-небудь півтораста верст. Єрмак-камінь має інтерес тільки в акустичному відношенні; резонанс тут виходить чудовий, і скеля відображає кожен звук кілька разів. Бурлаки щоразу, пропливаючи мимо Єрмака, неодмінно крикнуть: «Єрмак, Єрмак!..» Гучна луна повторює слово, і бурлаки глибоко переконані, що це відповідає сам Єрмак, який взагалі був порядний чаклун і волхит, тобто волхв.